# Solito posto, soliti guai
| Recensione | Giudizio |
| ---------- | -------- |
| Rockol     | 6,5/10   |

Solito posto, soliti guai è il primo album in studio del rapper italiano Tredici Pietro, pubblicato il 22 aprile 2022 dall'etichetta Universal Music Italia.

## Descrizione
L'album ristampa i brani contenuti nell'EP X questa notte, con l'aggiunta di altri inediti, prodotti da Jvli, DJ 2P, Peppe Amore e Andry The Hitmaker. È stato anticipato dal singolo Come fossi andato via, pubblicato il 2 marzo 2022.

## Tracce
1. Solito posto, soliti guai — 2:34
2. Fumo pensando a te — 2:47
3. Come fossi andato via — 3:05
4. Intro — 1:46
5. Oro (feat. Mecna) — 2:58
6. Male — 2:46
7. Bolo — 3:10
8. No Prob (feat. Nayt) — 2:57
9. Mare (feat. Giaime) — 2:21
10. Dall'alto — 3:20